# Переслідування буддистів
Багато прихильників буддизму зазнали релігійних переслідувань через свою прихильність до буддійської практики, включаючи необґрунтовані арешти, ув'язнення, побиття, тортури та/або страту. Цей термін також може використовуватися для позначення конфіскації або знищення майна, храмів, монастирів, центрів навчання, медитаційних центрів, історичних пам'яток або розпалювання ненависті до буддистів.

## Переслідування мусульманами
Арабські вторгнення
Кутейба ібн Муслім, арабський воєначальник Хорасану, завоював низку територій у Центральній Азії, зокрема Самарканд, де він знищив кілька зображень. Існують записи про знищення буддійських святинь мусульманами, що просувалися вперед, хоча релігія зберігалася в деяких місцях ще тривалий час. Німецьйи історик Бертольд Шпулер, посилаючись на записи Наршахі, зазначає, що жителі Бухари чотири рази наверталися назад у буддизм після того, як прийняли іслам, доки місто не було завойоване Кутейбою у 712–713 роках. У місті збудували мечеть на місці буддійського монастиря. Буддисти продовжували там жити до десятого століття. Подібним чином буддизм існував і в інших місцях, таких як Стара Бухара, Сімінган на півдні Тохаристану, Баміян і Кабул, з околицями, заселеними "індійцями", серед яких також були буддисти. Однак релігія більше не могла розвиватися як сила або поширювати свої ідеї, а її послідовники змушені були відмовитися від навернення людей у цих регіонах. Деякі вчені, зокрема Річард Нельсон Фрай, сумніваються в правдивості розповіді Маршакі, зазначаючи, що Кутейба ібн Муслім не жив за часів омейядського халіфа Муавії, як стверджується в цій історії, а набагато пізніше. Крім дискримінації, еміграції та навернення місцевих жителів, буддизм і його монастирі також занепадали через те, що мусульмани перебирали на себе контроль над торгівлею вздовж Шовкового шляху, а також у Сінді.
Під час завоювання Сінду араби віднесли немусульман до категорії "ахль аль-китаб", тобто "людей книги", вважаючи їх "ахль аль-димма" (захищеними підданими) і, таким чином, практикували певну невтручання в їхнє релігійне життя за умови, що вони виконували обов'язки, пов'язані з цим статусом. Оскільки як буддизм, так і індуїзм були писемними релігіями зі своїми священними текстами, прецедент асиміляції зороастрійців до "людей книги" був розширений і на них. Від диммі вимагалося сплачувати джизью за збереження своєї релігії. Історик аль-Баладхурі згадує рішення Мухаммеда ібн Касима стосовно буддійського віхари в Арорі, де, завоювавши місто через договір (сульх), він погодився не вбивати людей і не входити до їхнього храму, а також наклав на них харадж. Буддисти звернулися до арабів з проханням відновити один зі своїх храмів, і воно було задоволено аль-Хаджджаджем ібн Юсуфом. Однак пізніше це рішення було порушено Пактом Умара та подальшими законами мусульманського права, які забороняли відновлення існуючих немусульманських релігійних споруд і будівництво нових. Незважаючи на це, буддійські написи продовжували фіксуватися ще в одинадцятому столітті. Деякі буддисти також втекли й емігрували з територій, керованих мусульманами, до інших регіонів. На відміну від брахманістського поклоніння, буддизм швидко занепав у Сінді після восьмого століття й практично зник до одинадцятого століття.
Араби завоювали Балх, який був центром буддизму. Багато людей у Балху після завоювання залишилися прихильниками буддизму, і вони зазнали суворої критики з боку прихильників ісламської ортодоксії. Буддійський монастир Нава Віхара, який став символом національного опору, був пошкоджений за Муавії I у 663 році. Араби дозволили немусульманам сповідувати свою релігію, доки ті сплачували подушний податок, відомий як джизья. Окрім знищення буддійських храмів, частина старого міста також була зруйнована під час арабського завоювання. Нава Віхара продовжувала функціонувати відповідно до історичних записів. Разом із нею, ще багато інших віхар, очевидно, продовжували функціонувати в Центральній Азії принаймні століття після арабських завоювань. Аль-Біруні згадує про існування релігії та її монастирів на початку одинадцятого століття. Корейський мандрівник Хуей Чао в восьмому столітті записав присутність хінаяністів у Балху за арабського правління. Місто було перетворене на руїни до 705 року внаслідок частих повстань.
З деяких мідних табличок видно, що частина буддистів переселилася в інші області. Аль-Мамун (р. 813–833) під час візиту до Хорасану розпочав напад на Кабул, правитель якого погодився сплачувати податки. Король Кабула був захоплений і навернувся в іслам. За свідченнями джерел, коли Шах підкорився аль-Мамуну, він надіслав йому свою корону та прикрашений дорогоцінним камінням трон, який потім побачив мекканський історик аль-Азракі у халіфа, який похвалив Фадля за "стримування язичників, знищення ідолів, вбивство непокірних" і відзначив його успіхи проти короля Кабула та іспахбада. Інші близькі за часом джерела, однак, згадують ці артефакти як золотий ідол, прикрашений дорогоцінним камінням, що сидів на срібному троні, як знак навернення правителя